# Maru Rin Keikaku

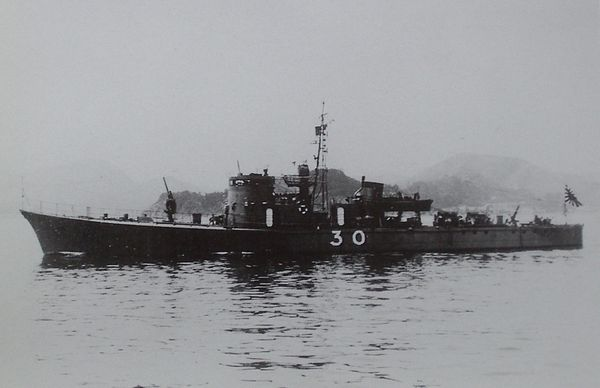
Kusentei Nr.30 im Mai 1942.

Das Temporäre Bauprogramm (japanisch マル臨計画 Maru Rin Keikaku oder auch 情勢ニ応ズル軍備欠陥補充 Jōsei ni ouzuru Gunbi-Kekkan Hojū) war ein Flottenrüstungsprogramm der Kaiserlich Japanischen Marine von Oktober 1940, für den Bau von U-Booten und Hilfsschiffen. Es war eines von drei Sonderprogrammen für den erwarteten kommenden Krieg.

## Einheiten
| Schiffstyp        | Klasse                  | Einheiten | Einheiten | Einheiten   | Bemerkungen                                                     |
| Schiffstyp        | Klasse                  | Bau-Nr.   | Name | Bauzeitraum | Bemerkungen                                                     |
| ----------------- | ----------------------- | --------- | --- | ----------- | --------------------------------------------------------------- |
| U-Jagdboot        | Kusentei Nr. 13         | 184 – 194 | Nr.18 (#185), Nr.19 (#186), Nr.20 (#187), Nr.21 (#188), Nr.22 (#189), Nr.23 (#190), Nr.24 (#191), Nr.25 (#192), Nr.26 (#193), Nr.27 (#194)                             | 1939–42     | Entwurf K8                                                      |
| U-Boot            | Kaichū VII              | 201 – 209 | Ro-35 (#201), Ro-36 (#202), Ro-37 (#203), Ro-38 (#204) Ro-39 (#205), Ro-40 (#206), Ro-41 (#207), Ro-42 (#208), Ro-43 (#209)                                            | 1941–43     |                                                                 |
| U-Boot            | Senshō                  | 210 – 218 | Ro-100 (#210), Ro-101 (#211), Ro-102 (#212), Ro-103 (#213) Ro-104 (#214), Ro-105 (#215), Ro-106 (#216), Ro-107 (#217), Ro-108 (#218)                                   | 1941–42     |                                                                 |
| Versorgungsschiff | Ashizuri                | 219 – 220 | Ashizuri (#219), Shioya (#220) | 1941–43     |                                                                 |
| U-Jagdboot        | Kusentei Nr. 13         | 221 – 232 | Nr.28 (#221), Nr.29 (#222), Nr.30 (#223), Nr.31 (#224), Nr.32 (#225), Nr.33 (#226), Nr.34 (#227), Nr.35 (#228), Nr.36 (#229), Nr.37 (#230), Nr.38 (#231), Nr.39 (#232) | 1941–42     | Entwurf K8B                                                     |
| Versorgungsschiff | Sunosaki                | 233 – 236 | Takasaki (#233), Tsurugisaki (#234), Kōzaki (#235), Hijirizaki (#236)                                                                                                  | 1942–43     | Bauaufträge Nr. 234, Nr. 235 und Nr. 236 im Jahr 1942 storniert |
| Schulkreuzer      | Katori                  | 237       | Kashihara (#237) | 1941        | Baustopp November 1941 – später abgebrochen                     |
| Schnellboot       | Nr. 1                   | 241 – 246 | Nr.1 (#241), Nr.2 (#242), Nr.3 (#243), Nr.4 (#244), Nr.5 (#245), Nr.6 (#246)                                                                                           |             |                                                                 |
| Minensuchboot     | Sōkai-Tokumutei Nr. 1   | 251 – 256 | Nr.1 (#251), Nr.2 (#252), Nr.3 (#253), Nr.4 (#254), Nr.5 (#255), Nr.6 (#256)                                                                                           | 1941–42     |                                                                 |
| Minenleger        | Fusetsu-Tokumutei Nr. 1 | 257 – 260 | Nr.1 (#257), Nr.2 (#258), Nr.3 (#259), Nr.4 (#260) | 1941–42     |                                                                 |
| Kühlschiff        | Kinesaki                | 261 – 263 | Hayasaki (#261), Shirasaki (#262), Arasaki (#263) | 1941–43     |                                                                 |